# Charles L. Pyron
Charles Lynn Pyron (10 mei 1819 – 24 augustus 1869) was een Amerikaanse beroepsmilitair. Hij nam deel aan de Mexicaans-Amerikaanse Oorlog en koos tijdens de Amerikaanse Burgeroorlog de zijde van de Geconfedereerde Staten van Amerika. 

## Vroege jaren
Pyron werd geboren op 10 mei 1819 in Marion County, Alabama. Hij was de zoon van Charles Pyron. Over zijn jeugd en vroege militaire loopbaan is niet veel gekend. Hij nam deel aan de Mexicaans-Amerikaanse Oorlog en de Slag bij Monterrey. Na de oorlog kocht hij een ranch langs de San Antonio in Texas. Hij huwde in 1849.

## Amerikaanse Burgeroorlog
Tijdens de Amerikaanse Burgeroorlog diende Pyron onder brigadegeneraal Henry Hopkins Sibley. Sibley bedacht een gedurfd plan om via New Mexico de zilver- en goudmijnen van  Colorado te veroveren om uiteindelijk door te stoten naar de havensteden in Californië. Majoor Pyron rekruteerde in San Antonio, Texas een cavalerie-eenheid die ingedeeld werd als B Company, 2nd Texas Mounted Rifles onder leiding van kolonel John R. Baylor.
In maart 1862 werd Pyron met 200 tot 300 Texanen vooruit gestuurd om Glorieta Pass veilig te stellen zodat de hoofdmacht van Sibley ongehinderd kon oprukken. Deze bergengte lag op een strategische plaats langs de Santa Fe Trail en gaf toegang tot de Great Plains en Fort Union. Na enkele Zuidelijke overwinningen, slaagden de Noordelijken er toch in om de aanvalsplannen van Sibley te dwarsbomen.
Voor zijn rol in de Veldtocht in New Mexico werd Pyron bevorderd tot luitenant-kolonel. Hij werd de rechterhand van Baylor. Later werd hij bevorderd tot kolonel.

## Latere jaren
Na de oorlog keerde Pyron terug naar zijn ranch in Texas waar hij op 24 augustus 1869 overleed.